# جيمي فارار
جيمي فارار (بالإنجليزية: Jimmy Farrar)‏ هو مغني وكاتب أغاني أمريكي، ولد في 8 ديسمبر 1950 في لاغرانغ في الولايات المتحدة، وتوفي في 29 أكتوبر 2018 بسبب قصور القلب.

## وصلات خارجية
- جيمي فارار على موقع ميوزك برينز (الإنجليزية)
- جيمي فارار على موقع ديسكوغز (الإنجليزية)